# Ojojona
Ojojona è un comune dell'Honduras facente parte del dipartimento di Francisco Morazán.
Il comune risultava già istituito nel 1791.